# Virtus Pallacanestro Bologna 1976-1977

## Roster
| Sinudyne Bologna 1976-77 | Sinudyne Bologna 1976-77 |
| Giocatori                | Staff tecnico            |
| ------------------------ | ------------------------ |

| N. | Naz.                   | Ruolo | Nome                 | Anno | Alt.   | Peso |  |
| -- | ---------------------- | ----- | -------------------- | ---- | ------ | ---- |  |
| 4  | Italia (bandiera)      | P     | Carlo Caglieris      | 1951 | 178 cm |      |  |
| 5  | Italia (bandiera)      | P     | Piero Valenti        | 1956 | 183 cm |      |  |
| 6  | Italia (bandiera)      | G     | Massimo Antonelli    | 1953 | 196 cm |      |  |
| 9  | Italia (bandiera)      | A     | Mario Martini        | 1954 | 200 cm |      |  |
| 10 | Italia (bandiera)      | A     | Renato Villalta      | 1955 | 204 cm |      |  |
| 12 | Stati Uniti (bandiera) | C     | Terry Driscoll       | 1947 | 202 cm |      |  |
| 13 | Italia (bandiera)      | C     | Luigi Serafini (c)   | 1951 | 210 cm |      |  |
| 15 | Italia (bandiera)      | A     | Gianni Bertolotti    | 1950 | 199 cm |      |  |
|    | Italia (bandiera)      | C     | Mario Porto          | 1959 |        |      |  |
|    | Italia (bandiera)      |       | Marco Pedrotti       |      |        |      |  |
|    | Italia (bandiera)      | G     | Massimo Sacco        |      |        |      |  |
|    | Italia (bandiera)      | C     | Ugo Govoni           | 1959 | 205 cm |      |  |
|    | Italia (bandiera)      | P     | Francesco Cantamessi | 1958 |        |      |  |

| Allenatore                             |
| Dan Peterson                           |
| Assistente/i                           |
| Ettore Zuccheri Legenda - (C) Capitano |

## Risultati
- Serie A1:
  - prima fase:  1ª classificata prima fase su 12 squadre (19-3)
  - poule finale: 2ª classificata su 4 squadre (4-2)
  - playoff: finalista (2-3)
- Coppa Europa dei Campioni: 2ª classificata girone E su 4 squadre (3-3)